# L'infanterie attaque

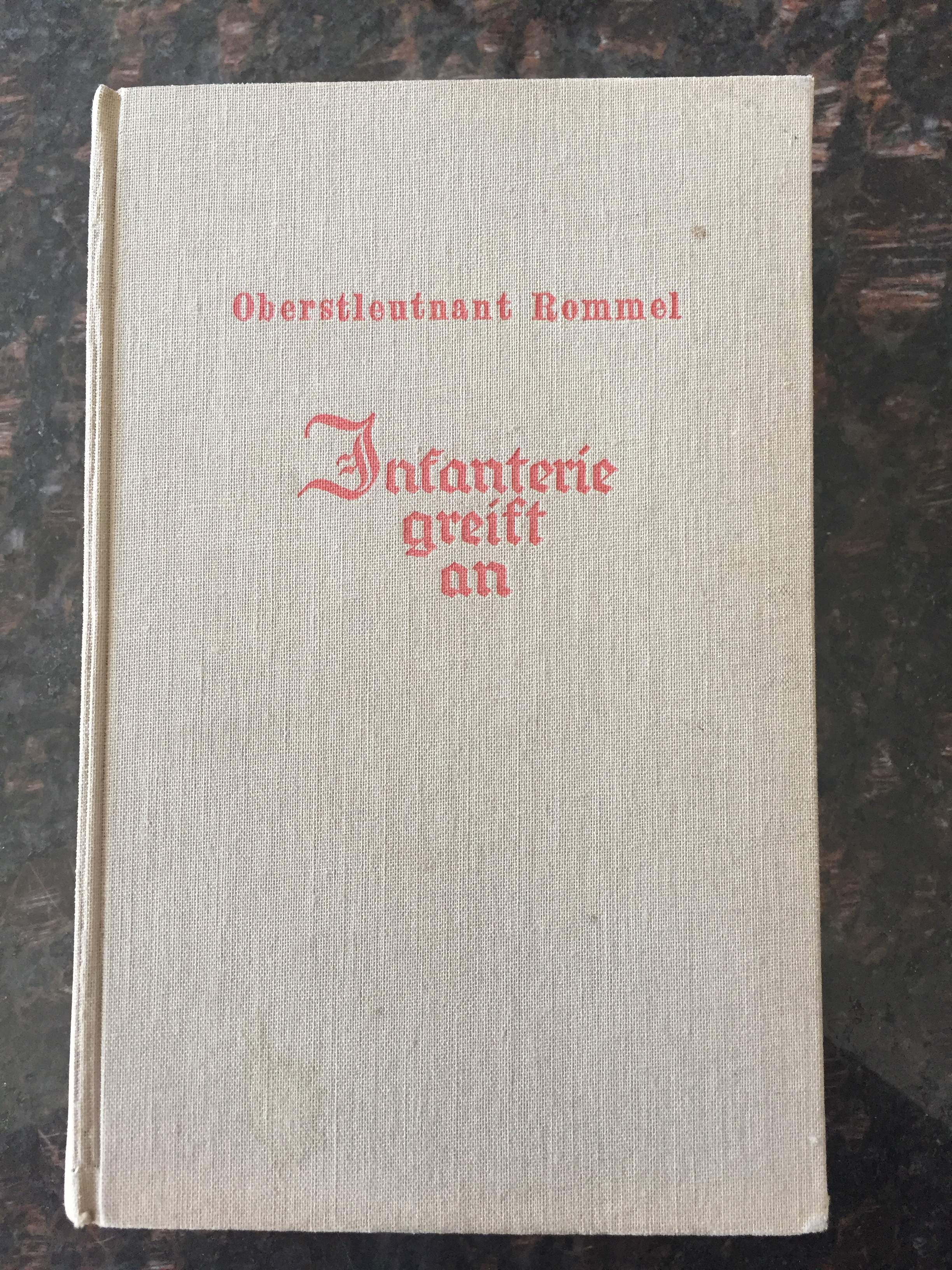
Exemplaire allemand de L’infanterie attaque.

L'infanterie attaque (en allemand Infanterie greift an) est un ouvrage de tactique militaire du général allemand Erwin Rommel, paru en 1937. Il développe des éléments relatifs aux mouvements tactiques et à l'usage des petites unités d'infanterie, notamment à l'échelle du Gruppe (escouade), en s'appuyant sur son expérience au sein des Sturmtruppen durant la Première Guerre mondiale. Il développe son expérience en tant que lieutenant d'infanterie, d'abord en France de 1914 à 1916, principalement en Lorraine, puis en Roumanie de 1916 à 1917. Par la suite il détaille son implication dans la bataille de Caporetto en Italie.